# Élections législatives de 1877 dans l'Indre
Les élections législatives de 1877 ont eu lieu le 14 octobre 1877.

## Députés élus
|   | Circonscription | Député sortant          |  | Groupe parlementaire | Député élu              |  | Groupe parlementaire |
| - | --------------- | ----------------------- |  | -------------------- | ----------------------- |  | -------------------- |
| 1 | Châteauroux 1e  | Alphonse Bottard        |  | Centre gauche        | Raoul Charlemagne       |  | Appel au peuple      |
| 2 | Châteauroux 2e  | Paul Dufour             |  | Appel au peuple      | Isidore David           |  | Gauche républicaine  |
| 3 | Issoudun        | Alfred Leconte          |  | Extrême gauche       | Alfred Leconte          |  | Extrême gauche       |
| 4 | La Châtre       | Étienne de Saint-Martin |  | Appel au peuple      | Étienne de Saint-Martin |  | Appel au peuple      |
| 5 | Le Blanc        | Clément Laurier         |  | Centre droit         | Clément Laurier         |  | Centre droit         |

## Résultats à l'échelle du département
|                | Bonapartistes                     | 28 116 | 44,06  | 2 |  |  |
|                | Gauche républicaine, Républicains | 12 906 | 20,22  | 1 |  |  |
|                | Centre droit, Constitutionnels    | 8 394  | 13,15  | 1 |  |  |
|                | Extrême gauche                    | 7 326  | 11,48  | 0 |  |  |
|                | Centre gauche                     | 6 887  | 10,79  | 0 |  |  |
|                | Divers                            | 191    | 0,30   | 0 |  |  |
|                |                                   |        |        |   |  |  |
| Inscrits       | Inscrits                          | 79 432 | 100,00 | 5 |  |  |
| Votants        | Votants                           | 64 136 | 80,74  |   |  |  |
| Abstentions    | Abstentions                       | 15 296 | 16,26  |   |  |  |
| Blancs et nuls | Blancs et nuls                    | 316    | 0,49   |   |  |  |
| Exprimés       | Exprimés                          | 63 820 | 99,51  |   |  |  |

## Résultats par arrondissement

### Arrondissement de Châteauroux

#### 1recirconscription
| Candidats      | Candidats         | Étiquette,     | Premier tour | Premier tour |
| Candidats      | Candidats         | Étiquette,     | Voix         | %            |
| -------------- | ----------------- | -------------- | ------------ | ------------ |
|                | Raoul Charlemagne | Bonapartiste   | 7 163        | 50,97        |
|                | Alphonse Bottard  | Centre gauche  | 6 887        | 49,01        |
|                | Divers            |                | 2            | 0,01         |
|                |                   |                |              |              |
| Inscrits       | Inscrits          | Inscrits       | 18 390       | 100          |
| Votants        | Votants           | Votants        | 14 097       | 76,66        |
| Abstention     | Abstention        | Abstention     | 4 293        | 23,34        |
| Blancs et nuls | Blancs et nuls    | Blancs et nuls | 45           | 0,32         |
| Exprimés       | Exprimés          | Exprimés       | 14 052       | 99,68        |

L'élection est invalidée par la Chambre le 2 février 1878. Une élection partielle a lieu.

#### 2ecirconscription
| Candidats      | Candidats      | Étiquette,          | Premier tour | Premier tour |
| Candidats      | Candidats      | Étiquette,          | Voix         | %            |
| -------------- | -------------- | ------------------- | ------------ | ------------ |
|                | Isidore David  | Gauche républicaine | 4 950        | 50,18        |
|                | Paul Dufour    | Bonapartiste        | 4 914        | 49,82        |
|                |                |                     |              |              |
| Inscrits       | Inscrits       | Inscrits            | 11 796       | 100          |
| Votants        | Votants        | Votants             | 9 903        | 83,95        |
| Abstention     | Abstention     | Abstention          | 1 893        | 16,05        |
| Blancs et nuls | Blancs et nuls | Blancs et nuls      | 39           | 0,39         |
| Exprimés       | Exprimés       | Exprimés            | 9 864        | 99,61        |

### Arrondissement d'Issoudun
| Candidats      | Candidats      | Étiquette,     | Premier tour | Premier tour |
| Candidats      | Candidats      | Étiquette,     | Voix         | %            |
| -------------- | -------------- | -------------- | ------------ | ------------ |
|                | Alfred Leconte | Extrême gauche | 7 326        | 57,13        |
|                | Jean Dufour    | Bonapartiste   | 5 463        | 42,60        |
|                | Divers         |                | 35           | 0,27         |
|                |                |                |              |              |
| Inscrits       | Inscrits       | Inscrits       | 14 932       | 100          |
| Votants        | Votants        | Votants        | 12 870       | 86,19        |
| Abstention     | Abstention     | Abstention     | 2 062        | 13,81        |
| Blancs et nuls | Blancs et nuls | Blancs et nuls | 46           | 0,36         |
| Exprimés       | Exprimés       | Exprimés       | 12 824       | 99,64        |

### Arrondissement de La Châtre
| Candidats      | Candidats               | Étiquette,     | Premier tour | Premier tour |
| Candidats      | Candidats               | Étiquette,     | Voix         | %            |
| -------------- | ----------------------- | -------------- | ------------ | ------------ |
|                | Étienne de Saint-Martin | Bonapartiste   | 10 576       | 76,27        |
|                | Talleyrand-Périgord     | Républicain    | 3 178        | 22,92        |
|                | Divers                  |                | 112          | 0,81         |
|                |                         |                |              |              |
| Inscrits       | Inscrits                | Inscrits       | 16 950       | 100          |
| Votants        | Votants                 | Votants        | 13 935       | 82,21        |
| Abstention     | Abstention              | Abstention     | 3 015        | 17,79        |
| Blancs et nuls | Blancs et nuls          | Blancs et nuls | 69           | 0,50         |
| Exprimés       | Exprimés                | Exprimés       | 13 866       | 99,50        |

### Arrondissement de Le Blanc
| Candidats      | Candidats        | Étiquette,     | Premier tour | Premier tour |
| Candidats      | Candidats        | Étiquette,     | Voix         | %            |
| -------------- | ---------------- | -------------- | ------------ | ------------ |
|                | Clément Laurier  | Centre droit   | 8 394        | 63,52        |
|                | Evariste Resnier | Républicain    | 4 778        | 36,16        |
|                | Divers           |                | 42           | 0,32         |
|                |                  |                |              |              |
| Inscrits       | Inscrits         | Inscrits       | 17 364       | 100          |
| Votants        | Votants          | Votants        | 13 331       | 76,77        |
| Abstention     | Abstention       | Abstention     | 4 033        | 23,23        |
| Blancs et nuls | Blancs et nuls   | Blancs et nuls | 117          | 0,88         |
| Exprimés       | Exprimés         | Exprimés       | 13 214       | 99,12        |